# Tajwid
Il tajwīd - IPA: [tædʒˈwiːd] - (in arabo ﺗﺠﻮﻳﺪ‎?, ossia "dizione") è l'insieme delle norme che, nella recitazione coranica, sono funzionali alla corretta pronuncia delle lettere, con tutte le caratteristiche loro proprie, rispettosa dei diversi modi di pronuncia (qirāʾa) araba delle parole.

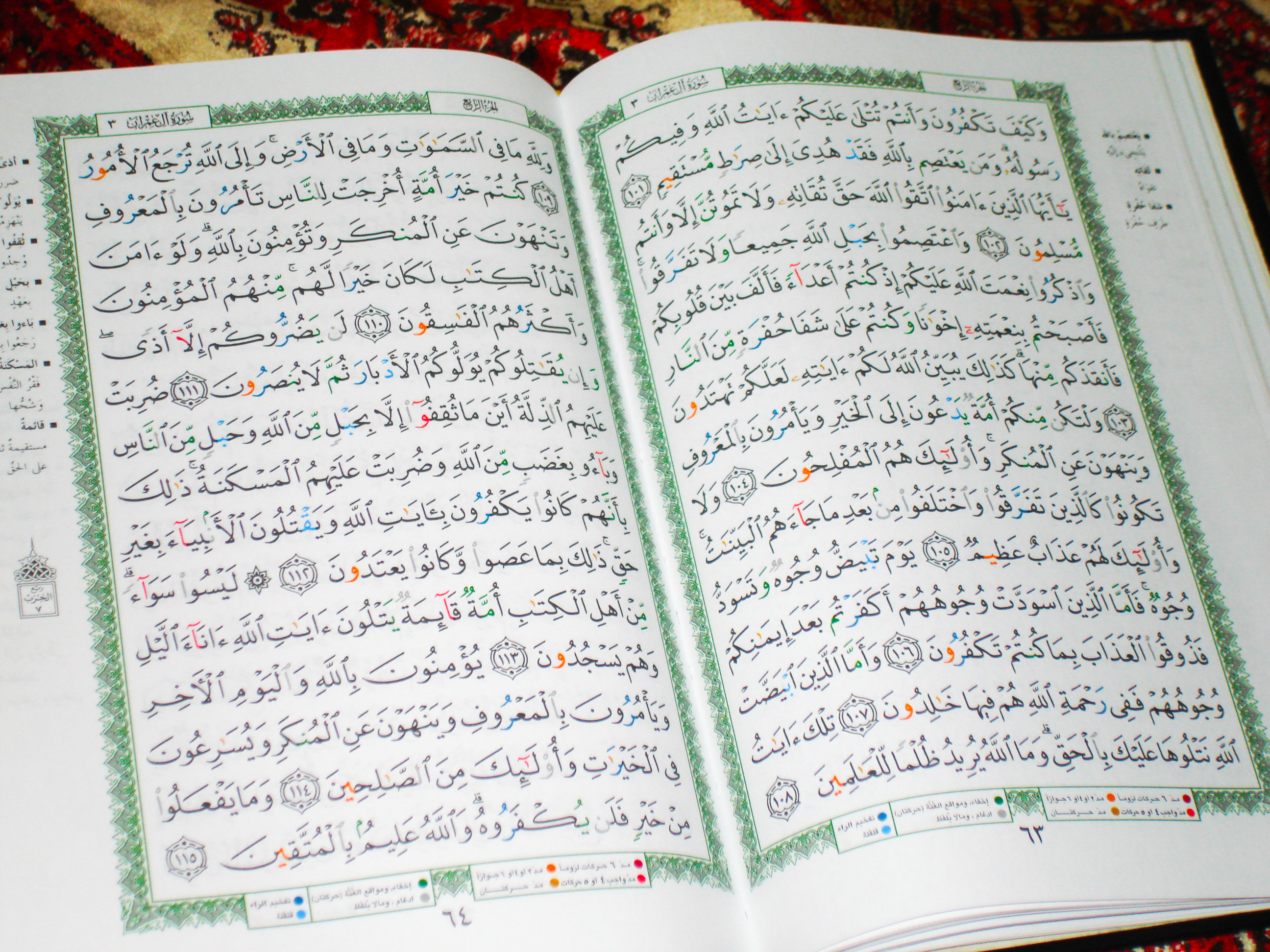
Copia del Corano, nella cui stampa sono inserite rubricazioni in color rosso, al fine di facilitare l'adozione del tajwīd.

Il termine deriva  dalla radice linguistica araba trilittera <j-w-d> (che significa 'migliorare'). 
Il tajwīd è un dovere religioso vincolante quando si recita il Corano.
La recita (in arabo تِلاوة‎?, tilāwa) del testo sacro islamico è caratterizzata da:
- una lettura corretta dei termini;
- una lettura a velocità normale.

L'arte della recitazione del Corano (in arabo عِلم قِرَاءَةِ القُرآنِ‎?, ʿilm qirāʾat al-qurʾān)], "scienza della recita del Corano") include tre branche principali relative al tajwīd:
- la conoscenza nel tajwīd del significato della pronuncia, che deve essere buona e corretta;
- la conoscenza delle varie letture, adottando differenti regole fonetiche (esistono dieci «letture» coraniche diverse);
- la conoscenza dei numerosi modi di recitazione:
  - taḥqīq (in arabo تحقيق‎?), recita lenta per esortare alla riflessione,
  - ḥadr (in arabo حَدر‎?), recita veloce del Corano, relativamente alla parola pronunciata normalmente,
  - tadwīr (in arabo تدوير‎?), salmodia che si riferisce al modo di recitazione che si pone a metà strada tra quella ḥadr e quella taḥqīq.